# Ray Ferraro
Pour les articles homonymes, voir Ferraro.
Ray Ferraro (né le 23 août 1964 à Trail en Colombie-Britannique au Canada) est un joueur de hockey sur glace de la Ligue nationale de hockey. Il est marié à la joueuse internationale Cammi Granato et il est le père  du joueur de hockey professionnel Landon Ferraro.

## Carrière
Ray Ferraro évolua pour six différentes franchises durant sa carrière de dix-huit saisons dans la LNH. Après un passage de deux ans dans la Ligue de hockey de l'Ouest avec les Winter Hawks de Portland et les Wheat Kings de Brandon, il commença sa carrière professionnelle avec les défunts Whalers de Hartford (devenus depuis les Hurricanes de la Caroline) lorsque ceux-ci firent de lui leur 5e choix au repêchage d'entrée dans la LNH en 1982 (le 88e choix au total lors de cette cuvée). Il dut attendre l'année 1984 avant d'être appelé par le grand club, il partagea d'ailleurs cette première expérience dans la LNH et également avec leur club-école, les Whalers de Binghamton de la Ligue américaine de hockey.
Lors de sa première saison complète avec les Whalers, il inscrivit 77 points en 76 parties, ce qui le classait le deuxième meilleur marqueur du club derrière Sylvain Turgeon. Finalement, il a passé un total de six saisons et demie avec Hartford, incluant un sommet personnel de 41 buts durant la saison 1988-1989. Il passa aux mains des Islanders de New York après 15 parties jouées à la saison 1990-1991, en retour du défenseur Doug Crossman.
Avec sa nouvelle équipe, il eut au départ moins de temps de jeu qu'auparavant car il se retrouvait avec un club bien nanti de joueurs de centre. Il se contenta d'un rôle sur la troisième ligne alors que les deux premiers centres devant lui, Pat LaFontaine et Brent Sutter récoltaient le mérite d'être en tête d'affiche. Heureusement pour Ferraro, les Islanders échangèrent en cours de saison ces deux joueurs et Ray se retrouva alors le centre numéro 2 du club derrière le nouveau venu Pierre Turgeon et réussit à produire 40 buts et 80 points à sa première année complète à Long Island. Cependant, les blessures ralentirent sa course et il dut se contenter de seulement 27 points en 46 parties lors de la saison suivante, en 1992-1993. Il se reprit au printemps et permit aux Islanders de causer la surprise des séries en éliminant les champions de la Coupe Stanley des deux saisons précédentes, les Penguins de Pittsburgh. Les Islanders et Ferraro accédèrent aux demi-finales pour la première fois depuis 1984, année de leur dernière conquête de la coupe. Ils virent malheureusement leur espoir s'envoler lorsqu'il furent défaits par l'équipe qui est plus tard déclarée championne : les Canadiens de Montréal. Ferraro contribua tout de même à la hauteur de 20 points récoltés en 18 rencontres.
Il atteignit lors des deux saisons suivantes la marque des 20 buts et ce bien que lors de la deuxième fois, la saison 1994-1995, se vit écourtée à 46 matchs en raison d'un « lock-out ». À l'été 95, il devint joueur autonome et signa alors un contrat avec l'équipe voisine aux Isles, les Rangers de New York.
Il y joua encore le rôle de second centre, cette fois, derrière le prolifique Mark Messier. Il marqua tout de même 54 points en 65 matchs avant de devoir plier bagages pour rejoindre les Kings de Los Angeles lors d'une transaction majeure qui l'envoyait, ainsi que Ian Laperrière, Mattias Norström, Nathan LaFayette et un choix de 4e ronde (Sean Blanchard) à la cité des anges en retour de Marty McSorley, Jari Kurri et Shane Churla. Cette transaction l'affecta car il se retrouvait alors avec une équipe en reconstruction.
Il passa les trois saisons qui suivirent avec les Kings mais ne fut en pleine santé qu'une seule année et il ne fut jamais en mesure d'atteindre une nouvelle fois les marques personnelles qu'il avait établies auparavant. En 1999, son contrat prenant fin, il crut également que c'était celle de sa carrière. Il put prolonger de quelques années sa carrière grâce aux Thrashers d'Atlanta qui lors de leur arrivée dans la LNH lui offrirent un contrat et il se retrouva donc avec Nelson Emerson, et en tant que vétéran à jouer un rôle important de leader pour les jeunes loups de la formation.
En 1999-2000, la première saison du club, Ferraro réussit à se maintenir en bonne santé et prit part à 81 matchs des Trashs, récoltant 44 points, ce qui le plaça deuxième meilleur marqueur du club. la saison qui suivit fut une résurrection pour lui : avec comme partenaire de trio Andrew Brunette et Donald Audette, il inscrivit 29 buts, son plus haut total depuis 9 saisons, et obtient 47 assistances, son meilleur total de passe depuis 1986. Leur trio fut un des plus productifs de la ligue cette année-là. Mais avant la fin de la saison Audette est échangé et Brunette rejoint le Wild du Minnesota quelque temps plus tard.
Sans ces partenaires de trio, Ray Ferraro ne pourra connaître à nouveau une saison de rêve comme il venait de vivre. Lors de la saison 2001-2002, le frêle vétéran ne comptera que 8 buts et 27 points pour Atlanta avant d'être échangé tard dans la saison aux Blues de Saint-Louis en retour d'un choix de 4e ronde (Lane Manson).
L'échange de Ferraro à Saint-Louis était pour lui offrir une dernière chance de gagner la Coupe Stanley. Avec leur premier centre blessé, Doug Weight, Ferraro devint immédiatement un joueur clef accumulant d'ailleurs 6 buts et 10 points en 15 rencontres, prouvant une dernière fois que bien entouré, il était capable de grandes choses. Lors des séries, il fut crédité des 3 mentions d'assistances, mais les Blues ne purent lui donner la possibilité de connaitre en tant que joueur la sensation de jouer dans la finale de la coupe Stanley. Il annonça officiellement son retrait de la compétition le 2 août 2002. Il est actuellement analyste et descripteur hockey pour le réseau TSN.

## Statistiques
Pour les significations des abréviations, voir Statistiques du hockey sur glace.
| Saison      | Équipe                        | Ligue       |       | Saison régulière | Saison régulière | Saison régulière | Saison régulière | Saison régulière | Saison régulière |    | Séries éliminatoires | Séries éliminatoires | Séries éliminatoires | Séries éliminatoires | Séries éliminatoires | Séries éliminatoires |
| Saison      | Équipe                        | Ligue       | PJ    | B                | A                | Pts              | Pun              | +/-              | PJ               | B  | A                    | Pts                  | Pun                  | +/-                  |                      |                      |
| 1981-1982   | Knights de Penticton          | LHCB        | 48    | 65               | 70               | 135              | -                | 90               | -                | -  | -                    | -                    | -                    | -                    |                      |                      |
| 1982-1983   | Winter Hawks de Portland      | LHOu        | 50    | 41               | 49               | 90               | -                | 39               | 14               | 14 | 10                   | 24                   | 13                   | -                    |                      |                      |
| 1983-1984   | Wheat Kings de Brandon        | LHOu        | 72    | 108              | 84               | 192              | 84               | -                | 11               | 13 | 15                   | 28                   | 20                   | -                    |                      |                      |
| 1984-1985   | Whalers de Hartford           | LNH         | 44    | 11               | 18               | 29               | 40               | -1               | -                | -  | -                    | -                    | -                    | -                    |                      |                      |
| 1984-1985   | Whalers de Binghamton         | LAH         | 37    | 20               | 13               | 33               | 29               | -                | -                | -  | -                    | -                    | -                    | -                    |                      |                      |
| 1985-1986   | Whalers de Hartford           | LNH         | 76    | 30               | 47               | 77               | 57               | +10              | 10               | 3  | 6                    | 9                    | 4                    | -1                   |                      |                      |
| 1986-1987   | Whalers de Hartford           | LNH         | 80    | 27               | 32               | 59               | 42               | -9               | 6                | 1  | 1                    | 2                    | 8                    | -2                   |                      |                      |
| 1987-1988   | Whalers de Hartford           | LNH         | 68    | 29               | 21               | 50               | 81               | +1               | 6                | 1  | 1                    | 2                    | 6                    | -5                   |                      |                      |
| 1988-1989   | Whalers de Hartford           | LNH         | 80    | 41               | 35               | 76               | 86               | +1               | 4                | 0  | 2                    | 2                    | 4                    | -2                   |                      |                      |
| 1989-1990   | Whalers de Hartford           | LNH         | 79    | 25               | 29               | 54               | 109              | -15              | 7                | 0  | 3                    | 3                    | 2                    | +1                   |                      |                      |
| 1990-1991   | Whalers de Hartford           | LNH         | 15    | 2                | 5                | 7                | 18               | -1               | -                | -  | -                    | -                    | -                    | -                    |                      |                      |
| 1990-1991   | Islanders de New York         | LNH         | 61    | 19               | 16               | 35               | 52               | -11              | -                | -  | -                    | -                    | -                    | -                    |                      |                      |
| 1991-1992   | Islanders de New York         | LNH         | 80    | 40               | 40               | 80               | 92               | +25              | -                | -  | -                    | -                    | -                    | -                    |                      |                      |
| 1992-1993   | Islanders de New York         | LNH         | 46    | 14               | 13               | 27               | 40               | 0                | 18               | 13 | 7                    | 20                   | 18                   | +5                   |                      |                      |
| 1992-1993   | Islanders de Capital District | LAH         | 1     | 0                | 2                | 2                | 2                | -                | -                | -  | -                    | -                    | -                    | -                    |                      |                      |
| 1993-1994   | Islanders de New York         | LNH         | 82    | 21               | 32               | 53               | 83               | +1               | 4                | 1  | 0                    | 1                    | 6                    | -2                   |                      |                      |
| 1994-1995   | Islanders de New York         | LNH         | 47    | 22               | 21               | 43               | 30               | +1               | -                | -  | -                    | -                    | -                    | -                    |                      |                      |
| 1995-1996   | Rangers de New York           | LNH         | 65    | 25               | 29               | 54               | 82               | +13              | -                | -  | -                    | -                    | -                    | -                    |                      |                      |
| 1995-1996   | Kings de Los Angeles          | LNH         | 11    | 4                | 2                | 6                | 10               | -13              | -                | -  | -                    | -                    | -                    | -                    |                      |                      |
| 1996-1997   | Kings de Los Angeles          | LNH         | 81    | 25               | 21               | 46               | 112              | -22              | -                | -  | -                    | -                    | -                    | -                    |                      |                      |
| 1997-1998   | Kings de Los Angeles          | LNH         | 40    | 6                | 9                | 15               | 42               | -10              | 3                | 0  | 1                    | 1                    | 2                    | +1                   |                      |                      |
| 1998-1999   | Kings de Los Angeles          | LNH         | 65    | 13               | 18               | 31               | 59               | 0                | -                | -  | -                    | -                    | -                    | -                    |                      |                      |
| 1999-2000   | Thrashers d'Atlanta           | LNH         | 81    | 19               | 25               | 44               | 88               | -33              | -                | -  | -                    | -                    | -                    | -                    |                      |                      |
| 2000-2001   | Thrashers d'Atlanta           | LNH         | 81    | 29               | 47               | 76               | 91               | -11              | -                | -  | -                    | -                    | -                    | -                    |                      |                      |
| 2001-2002   | Thrashers d'Atlanta           | LNH         | 61    | 8                | 19               | 27               | 66               | -32              | -                | -  | -                    | -                    | -                    | -                    |                      |                      |
| 2001-2002   | Blues de Saint-Louis          | LNH         | 15    | 6                | 4                | 10               | 8                | +2               | 10               | 0  | 3                    | 3                    | 4                    | -2                   |                      |                      |
| Totaux LNH  | Totaux LNH                    | Totaux LNH  | 1 258 | 408              | 490              | 898              | 1 288            | -104             | 68               | 21 | 22                   | 43                   | 54                   | -7                   |                      |                      |
| Totaux LAH  | Totaux LAH                    | Totaux LAH  | 38    | 20               | 15               | 35               | 31               | -                | -                | -  | -                    | -                    | -                    | -                    |                      |                      |
| Totaux LHOu | Totaux LHOu                   | Totaux LHOu | 122   | 149              | 133              | 282              | 123              | -                | 25               | 27 | 25                   | 52                   | 33                   | -                    |                      |                      |

| Année | Équipe                   | Compétition |   | PJ | B | A | Pts | Pun               |  | Résultat |
| 1983  | Winter Hawks de Portland | Memorial    | 4 | 1  | 2 | 3 | 4   | Vainqueur         |  |          |
| 1989  | Canada                   | CM          | 9 | 1  | 5 | 6 | 8   | Médaille d'argent |  |          |
| 1992  | Canada                   | CM          | 6 | 2  | 1 | 3 | 6   | 7e place          |  |          |
| 1996  | Canada                   | CM          | 8 | 0  | 4 | 4 | 2   | Médaille d'argent |  |          |

## Honneur et trophée
- Ligue de hockey de l'Ouest
  - 1er équipe d'étoile de la sélection Est en 1984.
  - Joueur de l'année 1984.
- Ligue nationale de hockey
  - Participation au 43e Match des étoiles de la Ligue nationale de hockey

## Transactions en carrière
- 1982 : repêché par les Whalers de Hartford (5e choix de l'équipe , 88e au total).
- 13 novembre 1990 : échangé par Hartford aux Islanders de New York en retour de Doug Crossman.
- 9 août 1995 : signe à titre d'agent libre avec les Rangers de New York.
- 14 mars 1996 : échangé par les Rangers aux Kings de Los Angeles avec Ian Laperrière, Mattias Norström, Nathan LaFayette et le choix de quatrième ronde des Rangers au repêchage de 1997 (Sean Blanchard) en retour de Marty McSorley, Jari Kurri et Shane Churla.
- 9 août 1999 : signe à titre d'agent libre avec les Thrashers d'Atlanta.
- 18 mars 2002 : échangé par les Thrashers aux Blues de Saint-Louis en retour du choix de quatrième ronde des Hurricanes de la Caroline au repêchage de 2002 (acquis précédemment, les Thrashers réclament Lane Manson).
- 2 août 2002 : annonce officiellement son retrait de la compétition.